# Monument des Serruriers

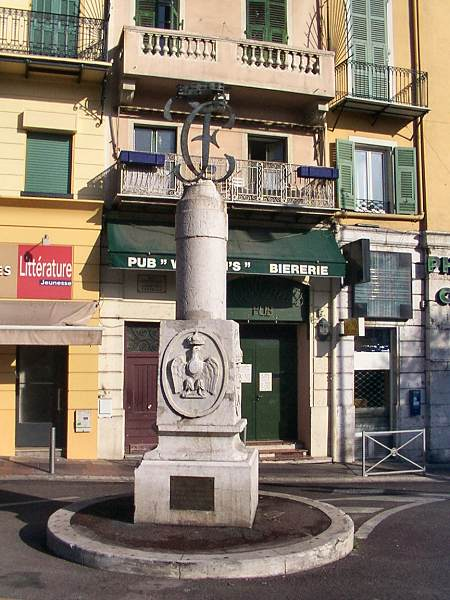
Le monument dédié à Charles-Félix.

Le monument des Serruriers, à Nice, a été érigé en 1827 par la corporation des serruriers de la ville, pour commémorer la visite de Charles-Félix en 1826. Il est surmonté du monogramme royal. D'abord situé place Charles-Félix, il a été déplacé en 1987 à l’angle du boulevard Jean Jaurès et de la rue Centrale. En 2007, lors des travaux d’aménagement du tramway, il est démonté  et restauré dans un magasin de la ville.